# Machu Colca
Machu Colca,, Machuqolqa ou Machu Qollqa,, (du Quechua machu : « vieux », « ancien », et qullqa, ou qulqa, « entrepôt ») est un site archéologique au Pérou. Il se trouve dans la région de Cuzco, province d'Urubamba, district de Huayllabamba, à quelques minutes de Chinchero. Le Machu Colca est situé au-dessus de la rive gauche de la rivière Urubamba, près du village de Raqch'i (Raqchi).    